# Brandy: A Special Delivery
Brandy: A Special Delivery var en amerikansk reality-serie som började sändas på MTV den 18 juni 2002. Serien, som sändes i fyra delar, följde den amerikanska superstjärnan Brandy fram till dagen då hon födde sitt första, och hittills enda barn, Sy'rai. 
MTV beskrev handlingen: "Den handlar om Brandys vardag då hon försöker få balans i sitt äktenskap, karriär, familj och kommande moderskap." Den sista delen av produktionen hade cirka 3,7 miljoner tittare i USA.

## Bakgrund
Det var under produktionen av Norwoods tredje studioalbum Full Moon som sångerskan inledde ett förhållande med musikproducenten Robert Smith. Paret tystade ner sin affär som inte blev allmänt känd förrän i februari 2002. Samma månad bekräftades det att Brandy var gravid och paret hade även gift sig i smyg samma år.
"Brandy är en så stor artist hos oss och det ligger i våra tittares intresse att vi filmar den här händelsen." förklarade Lois Curren på MTV. Serien tog "The Osbournes" plats, något som inte gillades av en arg Kelly Osbourne som sa: "Vem vill se hennes 'wierd ass' föda!?" Mamman, Sharone, uttalade sig också: "Tror hon verkligen att det kommer att hjälpa hennes karriär att visa sin vagina?". Efter att pressen jämfört serien med familjen Osbournes och skapat en bild av rivalitet mellan de båda fick Brandy kalla fötter och funderade på att avbryta inspelningen. "Jag hade tänkt serien som en dagbok för mina fans, men sedan tyckte produktionsbolaget att idén var så bra att vi skulle göra många fler avsnitt. Media drev sedan det hela till något det inte var. Och sedan har vi Osbournes och deras lilla kommentarer, men jag försöker inte alls likna dem så..."
Trots tumultet fortsatte produktionen och Brandy skrev på sin sida: "Jag hoppas att alla som tittar kommer att visa större uppskattning och ta mera ansvar vid graviditet och för familjelivet." Hon tackade även alla för deras stöd.
Kort efter att serien hade sänt sitt fjärde avsnitt bröt Brandy och Smith sin relation och Smith avslöjade senare i en radiointervju att giftermålet var påhittat för att skydda sångerskans image. "Jag har alltid fått lära mig av mina föräldrar att man ska vara gift innan man skaffar barn" avslöjade Brandy i en intervju med Tyra Banks och fortsatte; "Jag har alltid haft en "duktig flicka"-image och när jag fick barn var jag bara 23 år, så jag var rädd för vad folk skulle tycka och att jag gjorde småflickor, som har mig som förebild, besvikna".

## Premiärer
| Region | Datum        |
| ------ | ------------ |
| USA    | 18 juni 2002 |
| Kanada | 21 juli 2002 |